# Brastemp
A Brastemp (abreviação de Brasil Temperatura) é uma subsidiária brasileira do grupo americano de eletrodomésticos Whirlpool, fabricante da linha branca. A empresa foi criada no ano de 1954 em São Bernardo do Campo, pelo Grupo Brasmotor, com fábrica em Rio Claro.
Em 1994, a Brastemp e a Consul se fundiram para formar a empresa Multibrás que em 2000 foi adquirida pelo grupo estadunidense Whirlpool Corporation, a maior fabricante de eletrodomésticos do mundo à época e, atualmente, com vendas anuais de mais de US$ 20 bilhões, é a quinta do ranking global, ultrapassada por marcas asiáticas como LG (Coréia do Sul; US$ 66 bi/ano), Panasonic (Japão; US$ 57 bi/ano), Haier (Hong Kong, China; US$ 51 bi/ano) e Gree (Zhuhai, China, US$ 30 bi/ano) .
O slogan da campanha publicitária "Não é, assim, uma Brastemp", utilizado na década de 1990, transformou-se em uma expressão popular, utilizada para situações que não são as melhores possíveis.

## A história da marca

### Anos 50
A Brastemp nasceu em 1954 e foi batizada com a combinação das palavras Brasil + temperatura. Quatro anos depois, em 1958, fez uma parceria tecnológica com a americana Whirlpool e apresentou as primeiras lavadoras automáticas do mercado brasileiro com o sistema de lavagem por agitação e centrifugação, que até hoje é padrão nessa categoria no Brasil.

### Anos 60
Na década de 60, a Brastemp lançou seu primeiro fogão, trouxe a primeira geladeira brasileira de duas portas e a secadora de roupas. Criou, ainda, a figura do esquimó como personagem oficial da marca.

### Anos 70
Na década de 70, lançou o primeiro ar condicionado, a primeira geladeira fabricada com lã de vidro, uma lavadora exclusiva para a Sears, a primeira lava-louças e o primeiro freezer vertical fabricado no Brasil.

### Anos 80
Neste período, inovou com a introdução da primeira geladeira com a tecnologia Frost Free e do fogão autolimpante. Além disso, criou o conceito Cozinhas Completas Brastemp.

### Anos 90
A empresa leva para a mídia o reconhecimento da qualidade dos produtos da marca Brastemp pelos consumidores. Foi deles que partiu a expressão "não tem comparação", que a marca assumiu como assinatura.

### Anos 2000
A marca mudou o formato das campanhas de mídia, colocando em cena o consumidor Brastemp no lugar do "não-consumidor", e lançou a nova assinatura "Seja Autêntico". A grande novidade foi a criação de uma ligação com o mundo da moda, por meio do Brastemp Pla, o minirrefrigerador que se veste com painéis assinados por grandes estilistas. 

### Anos 2010
A Brastemp inova com linhas completas revestidas em inox e com mais tecnologia.